# East Dundee
East Dundee is een plaats (village) in de Amerikaanse staat Illinois, en valt bestuurlijk gezien onder Cook County en Kane County.

## Demografie
Bij de volkstelling in 2000 werd het aantal inwoners vastgesteld op 2955. In 2006 is het aantal inwoners door het United States Census Bureau geschat op 3132, een stijging van 177 (6,0%).

## Geografie
Volgens het United States Census Bureau beslaat de plaats een oppervlakte van 7,5 km², waarvan 6,9 km² land en 0,6 km² water.

## Plaatsen in de nabije omgeving
De onderstaande figuur toont nabijgelegen plaatsen in een straal van 8 km rond East Dundee.